# Tweeter

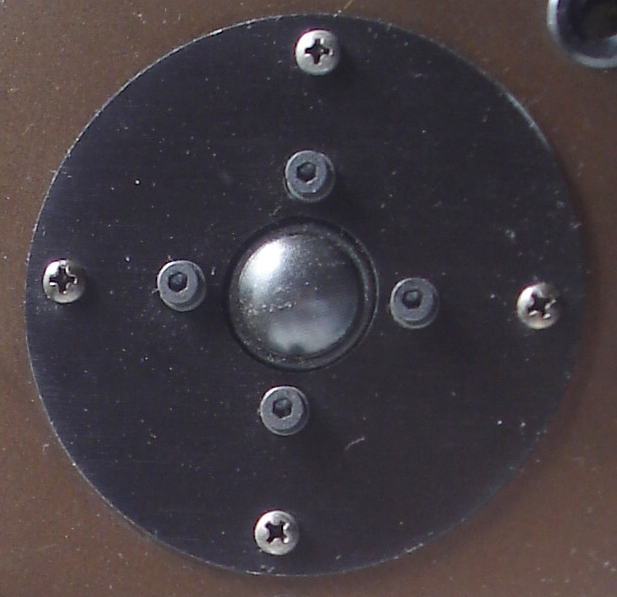
Exemplo de tweeter com domo de seda

Na acústica e na sonorização, o tweeter é um alto-falante cuja dimensão do diafragma pode variar de 0,5" a 3", é usado para reproduzir a faixa dos sons agudos (de 2kHz a 20kHz) do espectro audível.
Normalmente são feitos na forma de um domo de seda ou metal, como o alumínio. Alguns modelos são compostos de uma pastilha de cristal piezoelétrico que tem a propriedade de gerar sons quando alimentado por uma corrente alternada.